# Kroning
 Denne artikel bør gennemlæses af en person med fagkendskab for at sikre den faglige korrekthed.

Kroning er den begivenhed, at en majestæt stadfæster sit embede som regent ved at få en krone på sit hoved.

## Valgkongedømme
Kroningen var en tradition ved valgkongedømmet, hvor en kreds af stormænd, riddere, adel etc. valgte og anerkendte "én til at være den første blandt ligemænd" og til at varetage rigets udenrigspolitik. Herunder krig og forhandlinger. 
Før han blev kronet, underskrev han en håndfæstning, der fastlagde hans råderum. Samtidigt udpegede han sin stedfortræder/efterfølger/kronprins – som regel en søn. Ofte opstod der tomrum og en magtkamp, når arvefølgen ikke var oplagt. Perioder med interregnum eller kongemord etc. er ikke ukendte.

### I Danmark
I Danmark var der valgkongedømme til enevældens indførelse i 1660. Kongerækken fra Gorm den Gamle til Christian den Første viser, at det er undtagelsen, at søn følger far. Kun ni tilfælde er det sådan. Ellers er det en bror, fætter, onkel, barnebarn etc. 
Danmark havde valgkongedømme til enevælden i 1660, hvor Frederik 3. reducerede adelens indflydelse.

## Enevælde
En enevældig konge "kroner sig selv" – og bliver ikke kronet af adelen, da han ikke er underlagt andre end Gud. Den enevældige konge bliver konge, når forgængeren dør – og lader sig salve af øverste gejstlige som regel efter et år. 
Napoleon kronede sig selv. Napoleon var kejser og søgte at fremstå som "særlig udvalgt". 

### I Danmark
Enevældens afskaffelse i Danmark i 1848 gjorde, at Christian 9. i 1863 blev udråbt til konge efter omfattende lovgivning og international anerkendelse. 
Den sidste danske regent, der blev salvet, var Christian 8. i 1840.

## Repræsentativt monarki

### I Danmark
I Danmark udpeges en konge (regent) af Folketinget. I praksis udråbes (proklameres) den nye konge eller dronning af Statsministeren. Kronprins Christian er jf. tronfølgeloven den næste i rækken.